# گلدرسهایم
گلدرسهایم (به آلمانی: Geldersheim) یک شهر در آلمان است که در بایرن واقع شده‌است.

## خصوصیات
گلدرسهایم ۱۵٫۳۳ کیلومترمربع مساحت دارد ۲۳۴ متر بالاتر از سطح دریا واقع شده‌است.